# روزاليند ألين
روزاليند ألين (بالإنجليزية: Rosalind Allen)‏ هي ممثلة نيوزلندية، ولدت في 23 سبتمبر 1957 في نيوزيلندا.

## وصلات خارجية
- روزاليند ألين على موقع IMDb (الإنجليزية)
- روزاليند ألين على موقع أول موفي (الإنجليزية)
- روزاليند ألين على موقع قاعدة بيانات الفيلم (الإنجليزية)